# The Stronger Mind (film 1912)
The Stronger Mind è un cortometraggio muto del 1912 diretto da Frank Beal. Seconda avventura del famoso detective ipnotizzatore professor Locksley. Prodotto dalla Selig Polyscope Company su una sceneggiatura di Frederick Eugene Lindsey, il film aveva come interpreti Charles Clary, Harry Lonsdale, Kathlyn Williams.

## Trama
Un maggiordomo disonesto scopre di avere delle doti di ipnotizzatore. Nella casa dove lavora, il proprietario tiene i gioielli di famiglia in cassaforte. Per rubarli, il maggiordomo ipnotizza il suo datore di lavoro e divide il bottino con un amico. Mentre + in visita dalla fidanzata, Locksley viene a sapere del furto e si mette d'impegno per risolvere il mistero.

## Produzione
Il film fu prodotto dalla Selig Polyscope Company.

## Distribuzione
Distribuito dalla General Film Company, il film - un cortometraggio di una bobina - uscì nelle sale cinematografiche statunitensi il 9 maggio 1912. Venne distribuito anche nel Regno Unito il 25 luglio 1912.